# China Open 2008 (Tennis)
Die China Open 2008 in Peking waren ein Tennisturnier für Damen der WTA Tour 2008 sowie ein Tennisturnier für Herren der ATP Tour 2008, das vom 22. bis 28. September stattfand.

## Herren
→ Qualifikation: China Open 2008 (Tennis)/Herren/Qualifikation

## Damen
→ Qualifikation: China Open 2008 (Tennis)/Damen/Qualifikation